# Sara Saftleven
Sara Saftleven, född 1645, död 1702, var en nederländsk målare.
Hon är främst känd för sina blomstermotiv.